# Phjongbuk vonal
A Phjongbuk vonal (hangul: 평북선, Phjongbukszon, handzsa: 平北線, RR: Pyeongbukseon) vasútvonal Észak-Koreában a Koreai Államvasutak üzemeltetésében, mely Észak-Phjongan (P'yŏngan) Csongdzsu (Chŏngju) városát köti össze az azonos tartománybeli Szakcsu (Sakchu) megyével.

## Állomások
| Állomás neve                              | Hangul   | Handzsa (Hanja) | Átszállás                                                                                   | Táv. (km) | Teljes Táv. | Hely                      | Hely                   |
| ----------------------------------------- | -------- | --------------- | ------------------------------------------------------------------------------------------- | --------- | ----------- | ------------------------- | ---------------------- |
| Csongdzsu cshongnjon (Chŏngju ch'ŏngnyŏn) | 정주청년 | 定州青年        | Phjongi (P'yŏngŭi) v.                                                                       | -         | 0,0         | Észak-Phjongan (P'yŏngan) | Csongdzsu (Chŏngju)    |
| Koan (Koan) (lezárva)                     | 고안     | 高安            |                                                                                             | 10,4      | 10,4        | Észak-Phjongan (P'yŏngan) | Csongdzsu (Chŏngju)    |
| Pongmjong (Pongmyŏng)                     | 봉명     | 鳳鳴            |                                                                                             | 6,1       | 16,5        | Észak-Phjongan (P'yŏngan) | Csongdzsu (Chŏngju)    |
| Panghjon (Panghyŏn)                       | 방현     | 方峴            |                                                                                             | 11,9      | 28,4        | Észak-Phjongan (P'yŏngan) | Kuszong (Kusŏng)       |
| Kuszong (Kusŏng)                          | 구성     | 龜城            | Cshongnjon parvol (Ch'ŏngnyŏn parwŏl) v.                                                    | 12,8      | 41,2        | Észak-Phjongan (P'yŏngan) | Kuszong (Kusŏng)       |
| Pegun (Paegun)                            | 백운     | 白雲            |                                                                                             | 7,8       | 49          | Észak-Phjongan (P'yŏngan) | Kuszong (Kusŏng)       |
| Phaljong (P'alyŏng)                       | 팔영     | 八營            |                                                                                             | 14,9      | 63,9        | Észak-Phjongan (P'yŏngan) | Tegvan (Taegwan) megye |
| Terjonggang (Taeryŏnggang)                | 대령강   | 大寧江          |                                                                                             | 6,6       | 70,5        | Észak-Phjongan (P'yŏngan) | Tegvan (Taegwan) megye |
| Sinon (Sinon)                             | 신온     | 新温            | Tegvalli (Taegwalli) v.                                                                     | 7,7       | 78,2        | Észak-Phjongan (P'yŏngan) | Tegvan (Taegwan) megye |
| Phungnjon (P'ungnyŏn)                     | 풍년     | 豐年            |                                                                                             | 13        | 91,2        | Észak-Phjongan (P'yŏngan) | Szakcsu (Sakchu) megye |
| Szobu (Sŏbu)                              | 서부     | 西部            |                                                                                             | 8,8       | 100         | Észak-Phjongan (P'yŏngan) | Szakcsu (Sakchu) megye |
| Phanmak (P'anmak)                         | 판막     | 板幕            |                                                                                             | 5,9       | 105,9       | Észak-Phjongan (P'yŏngan) | Szakcsu (Sakchu) megye |
| Puphung (Pup'ung)                         | 부풍     | 富豐            | Amnokkang (Amrokkang) v., Szuphung (Sup'ung) v.                                             | 7,8       | 113,7       | Észak-Phjongan (P'yŏngan) | Szakcsu (Sakchu) megye |
| Cshongszu (Ch'ŏngsu)                      | 청수     | 靑水            | Vasúti összeköttetés Kína felé Lianoning, Tantung (Dandong), Sanghökou (上河口, Shànghékǒu) | 6,8       | 120,5       | Észak-Phjongan (P'yŏngan) | Szakcsu (Sakchu) megye |